# ألين وليامز
ألين وليامز (بالألمانية: Allen Williams) (و. القرن 20  م) هو ممثل، وممثل أفلام، من الولايات المتحدة الأمريكية، ولد في الولايات المتحدة الأمريكية.

## وصلات خارجية
- ألين وليامز على موقع IMDb (الإنجليزية)
- ألين وليامز على موقع ألو سيني (الفرنسية)
- ألين وليامز على موقع أول موفي (الإنجليزية)
- ألين وليامز على موقع قاعدة بيانات الأفلام السويدية (السويدية)
- ألين وليامز على موقع قاعدة بيانات الفيلم (الإنجليزية)
- ألين وليامز على موقع كينوبويسك (الروسية)